# Naujac-sur-Mer
Naujac-sur-Mer è un comune francese di 825 abitanti situato nel dipartimento della Gironda nella regione della Nuova Aquitania.

## Società

### Evoluzione demografica
Abitanti censiti